# Jay & Arya
Jay & Arya, auch bekannt als Leegendarya Films, ist ein deutsches Moderatoren- und Videokünstler-Duo, das aus Jay Samuelz und Arya Lee besteht.

## Leben
Jay Samuelz ist amerikanischer und deutscher Herkunft; Arya Lee ist iranischer Herkunft. Beide sind nebenbei auch Rapper, wobei sie vor allem den schnellen englischen Rap beherrschen. Sie rappen jedoch überwiegend Solo und nicht im Duo.
Arya Lee gründete anfangs „Leegendaryafilms“. Leegendarya stand für den Gründer. Jay Samuelz stieß nach einer Weile dazu. Zu Beginn veröffentlichten sie auf ihrem YouTube-Kanal Tanz- und Battlevideos, später vermehrt Kurzfilme sowie Fakten-Videos über Filme und Serien.

## Videos
Hauptbestandteil des Kanals ist die Videoreihe Film Geek, in der sie über Fehler, Fakten, Theorien und weitere Formate rund um Filme und Serien sowie anderen Medieninhalten wie Werbung oder Musik berichten. Häufig kommentieren sie Filme und Serien dabei auf humorvolle und sarkastische Weise. Ein anderes Format ist „Realität vs. …“, in welchem sie häufige Situationen in Filmen nachstellen und mit der Wirklichkeit vergleichen. 2020 veröffentlichten sie den Kurzfilm Among Us, der auf dem erfolgreichen Spiel Among Us basiert. Der Film erhielt große Aufmerksamkeit und wurde über 10 Millionen Mal aufgerufen.

## Musik
2018 veröffentlichte Jay Samuelz seinen ersten solo Rap-Song „No Lie“, der von Kritikern sehr positiv aufgenommen wurde und viral ging. Mittlerweile hat das Musikvideo über 8,7 Millionen Aufrufe auf YouTube und über 14 Millionen Streams auf Spotify. 2021 erschien sein zweiter Song „Grind“, der (Juni 2025) 1,2 Millionen Aufrufe auf Youtube hat. Im Februar 2023 erschien seine dritte Single „Yuck“. Am 16. Juni 2023 veröffentlichte er seine vierte Single „fine with it“.
Auch Arya Lee ist mittlerweile mit Musik beschäftigt. 2021 erschien sein erster Song „Golden Sword“. 2022 erschien auch „Lucy“ und „Land of Madness“; der Song beschäftigt sich vor allem mit den Menschenrechtsverletzungen im Iran.
2023 veröffentlichten Jay und Arya ihre erste gemeinsame Single „Goodbye“.
Jay veröffentlichte 2024 die Single "808s" inklusive Musikvideo.

## Podcast
2019 luden Jay & Arya den ersten Podcast Der eigentlich ganz gute Podcast auf dem Youtube-Kanal Jay & Arya – Podcast hoch. Seitdem erscheint jede Woche mindestens eine neue Folge.

## Auszeichnungen
- 2018 Goldene Kamera Digital Award in der Kategorie Best of Comedy & Entertainment[1]